# Vera Slonim
Vera Evseevna Slonim (San Pietroburgo, 5 gennaio 1902 – Vevey, 7 aprile 1991) è stata una traduttrice russa, conosciuta per essere stata moglie e collaboratrice di Vladimir Nabokov.
Ricordata più spesso quale Vera Nabokov, è stata la moglie, l'editrice e la traduttrice dello scrittore, nonché sua fonte di ispirazione e dedicataria per molte delle sue opere.

## Biografia

### Gioventù ed emigrazione
Nata a San Pietroburgo in una famiglia ebraica, Vera Evseevna Slonim era la seconda di tre sorelle, figlia di un imprenditore. In seguito alla rivoluzione d'ottobre, si trasferì con la famiglia a Mosca, per poi muoversi tra Kiev, Odessa, Istanbul, Sofia e infine Berlino, dove viveva una numerosa comunità di immigrati russi.

### Matrimonio con Nabokov
A Berlino, suo padre fondò in società una casa editrice, per la quale Vera iniziò a lavorare. Nello stesso periodo, Vladimir Nabokov iniziò a lavorare al suo progetto di traduzione in inglese di Fëdor Dostoevskij: in questo modo egli entrò in contatto con il padre di Vera, del quale divenne buon amico con il quale amava giocare a scacchi. Anche Vera conobbe Nabokov, del quale ammirava la poesia, ed iniziò a partecipare alle sue letture pubbliche. I due si sposarono il 15 aprile 1925. Vera mise quindi fine alla propria carriera di scrittrice in erba per supportare suo marito come critica, lettrice e dattilografa, sostenendo la famiglia con il proprio lavoro di segretaria e traduttrice. Ebbero un figlio, Dmitri, nato il 10 maggio 1934.
Trasferitasi negli Stati Uniti nel 1940, imparò a guidare e poté quindi accompagnare suo marito in vari viaggi, specie negli Stati Uniti occidentali, a caccia di farfalle. Per proteggerlo, portava con sé una pistola. Nabokov ha scritto nei suoi libri che non sarebbe stato da nessuna parte senza di lei e tutte le sue opere sono dedicate a lei. Fu sempre lei in più di un'occasione a salvare dalle fiamme le bozze di Lolita.

### Ritorno in Europa e morte

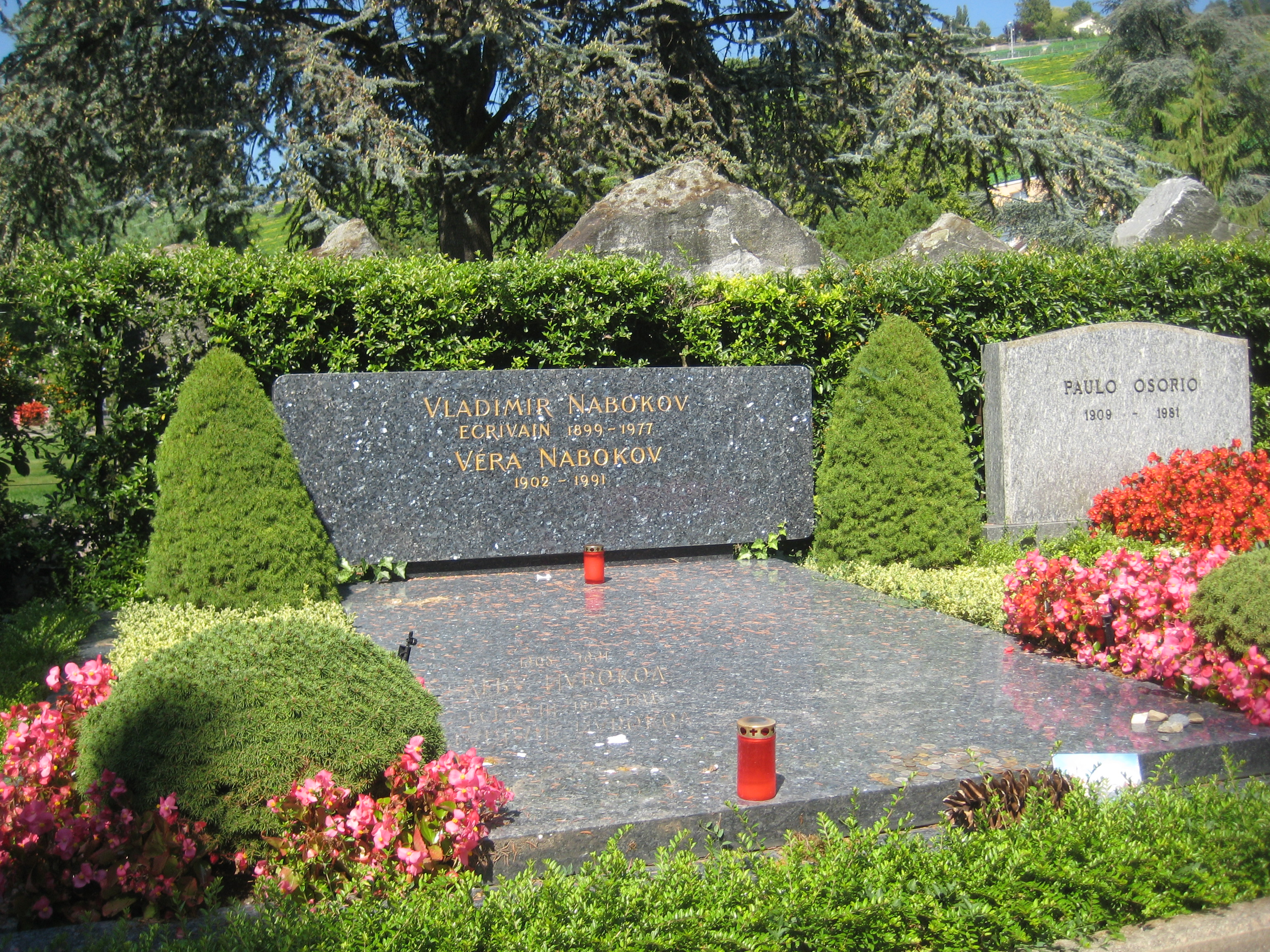
La tomba dei Nabokov al Cimetière de Clarens (Svizzera)

Con il ritorno in Europa nel 1960, i Nabokov abitarono al Palace Hotel di Montreux, dove Vera continuò a gestire i propri affari e, dopo la morte di Vladimir, la sua eredità. Vladimir aveva richiesto che la sua ultima opera, L'originale di Laura, venisse bruciata e distrutta, ma né Vera né il loro figlio Dmitri ebbero il coraggio di eliminare il manoscritto, che è stato pubblicato postumo nel 2009. Ad oltre ottanta anni, ha tradotto in russo Fuoco pallido. Rimasta al Palace Hotel fino al 1990, è morta l'anno successivo a Vevey.

## Curiosità
Vera Nabokov è citata nel titolo e nel testo della canzone Come Vera Nabokov de I Cani.